# Bumetopia albovittata
Bumetopia albovittata är en skalbaggsart som beskrevs av Stefan von Breuning 1950. Bumetopia albovittata ingår i släktet Bumetopia och familjen långhorningar.
Artens utbredningsområde är Filippinerna. Inga underarter finns listade.